# Henry Joly
Henry Joly, né le 4 octobre 1892 à Paris et mort le 6 octobre 1970 à Asnières-sur-Seine, est un bibliothécaire et archiviste paléographe français.

## Biographie

### Formation
Henry Joly interrompt ses études de lettres à cause de la Première Guerre Mondiale, durant laquelle il subit une blessure qui lui vaut un handicap permanent. Il reçoit la médaille militaire et la croix de guerre. A la fin de la guerre, il reprend ses études dont il ressort licencié puis il intègre l'Ecole nationale des Chartes où il rencontre Alice Bouvier, sa future épouse. Il y rédige sa thèse sur L'expédition de la Corse (1553-1559) - Épisode de la rivalité franco-espagnole dans la Méditerranée occidentale, qu'il complète en 1942 avec l'ouvrage La Corse française du XVIe siècle - La première occupation (1553-1559). Il ressort diplômé de l'ENC en 1922.

### Carrière
Il est nommé conservateur de la bibliothèque et des archives de Caen.
En 1924, Henry Joly arrive à Lyon et succède à Richard Cantinelli en tant que conservateur en chef des Bibliothèques de la ville. Ils sont les premiers bibliothécaires diplômés à diriger la Bibliothèque municipale, ce qui marque un tournant et un signe de professionnalisation des postes sous la IIIe République.
Henry Joly poursuit l'action de son prédécesseur consistant à faciliter l'accès des chercheurs à la bibliothèque, qu'ils soient lyonnais ou extérieurs. Il travaille aussi sur une ouverture de la bibliothèque à d'autres publics, notamment par l'organisation des bibliobus et des bibliothèques de prêt. Il se félicite en 1929 que la bibliothèque centrale soit « d'accès libre, sans aucune formalité préalable ». Il continue aussi le travail de catalogages sur fiches papiers, débuté en 1923, qui remplace le catalogue sur grands volumes qui date de 1826.
Henry Joly, visionnaire, évoque déjà ce que sera une bibliothèque numérique dans les Cahiers Rhodaniens : « le jour où le lecteur, sans quitter son studio, verra à son appel, n'importe quel livre, n'importe quel manuscrit, n'importe quel recueil d'estampes, projeté de son dépôt même, page à page, sur l'écran qui constituera la pièce maîtresse de toute table de travail ».
En réponse au décret du 13 août 1931, publié le 17 octobre, qui écarte les chartistes faisant carrière hors de Paris de l'accès aux emplois supérieurs des bibliothèques parisiennes, Henry Joly participe activement en 1932 à la création du Syndicat des bibliothécaires nationaux de province (SNP). Il en accueille le siège social à Lyon.
En 1934 il commence à diriger les Archives municipales. Il nomme Alice Joly, sa femme, responsable des collections anciennes, qui sont séparées depuis 1926 des archives contemporaines. Leur collaboration permet de constituer le fonds Jean-Baptiste Willermoz, figure lyonnaise emblématique de l'histoire des sociétés secrètes occultistes du XVIIIe siècle. Cette série d'acquisition, initiée en 1931, s'achève avec une vente aux enchères qui a lieu à Amsterdam, en 1956, d'un ensemble de lettres et documents exceptionnels qui étaient stockés au château Le Brigon à Gières. Face au risque de surenchère, la Bibliothèque municipale de Lyon a obtenu le soutien de la Bibliothèque nationale de France.
Parallèlement, Henry Joly cherche à valoriser les fonds anciens en organisant des expositions ou en publiant des articles, il met aussi en avant les liens de Lyon avec l'histoire du livre, et participe à l'écritures de plusieurs ouvrages d'histoire locale. Il succède une nouvelle fois à Richard Cantinelli et poursuit la publication de la revue Documents paléographiques, typographiques, iconographiques qui dure le temps de 12 numéros entre 1923 et 1944.
Durant l'Occupation, il rejoint la Résistance en compagnie de Marc Bloch. Cependant son état de santé l'empêche de participer activement. 
En 1943, il reçoit le prix Audiffred de l'Académie des sciences morales et politiques. En 1956, par décret il est nommé officier de la Légion d'honneur.
Sous sa direction, des bibliothèques jeunesses sont ouvertes dans tous les arrondissements de Lyon avant la fin des années 1950.
En 1963, Henry Joly faire valoir ses droits à la retraite et se retire à Asnières.   

## Publications

### Ouvrages
- Instructions pour l'usage du nouveau catalogue, Impr. nouvelle lyonnaise, Lyon, 1927
- Le Missel lyonnais et le psautier de Jean Neumeister, 1932
- La Corse française au XVIè siècle, la première occupation, 1553-1559, H. Lardanchet, Lyon, 1942
- Petite histoire de Lyon et du Lyonnais, Paris : B. Arthaud, Grenoble, 1945
- Visages du Lyonnais, avec Alice Joly, André Gibert, Gabriel Magnien, et al., Éditions des Horizons de France, Paris, 1952
- Autour des juifs de Lyon et alentour, par Éliane Dreyfus et Lise Marx, préface par Henry Joly, impr. d'Audin, Lyon, 1958
- Bibliographie lyonnaise : recherches sur les imprimeurs, libraires, relieurs et fondeurs de lettres de Lyon au XVIe siècle, édité par Julien Baudrier, avec Jean Tricou, Humbert de Terrebasse, F. de Nobele, Paris, 1964-1965

### Revues
- Documents paléographiques, typographiques, iconographiques, publiés sous la direction de Richard Cantinelli puis Henry Joly, Aux dépens des "Amis de la Bibliothèque de Lyon", Lyon, 1923-1944
- « Les archives maçonniques de jean-Baptiste Willermoz à la Bibliothèque municipale de Lyon », Bulletin des bibliothèques de France (BBF), 1956, n° 6, p. 420-424

### Catalogues d'expositions
- Bibliothèque de Lyon. Exposition de reliures organisée par Henry Joly, conservateur, impr. Audin ; Bibl. Lugd. Amicor. Impensis, Lyon, 1925
- Exposition de reliures, organisée par Henry Joly, conservateur, Audin, impr. ; Bibl. Lugd. Amicor. impensis, Lyon, 1925
- Expositions du bimillénaire, préface par Louis Pradel et André Latreille impr. de Audin, Lyon, 1958
- Bibliothèque de la ville de Lyon. Le XVIIIe siècle à Lyon, Rousseau, Voltaire et les sociétés de pensée, avec Alice Joly, Bibliothèque municipale (impr. Audin), Lyon, 1962